# Maynard (Iowa)
Maynard és una població dels Estats Units a l'estat d'Iowa. Segons el cens del 2000 tenia 500 habitants.

## Demografia
Segons el cens del 2000, Maynard tenia 500 habitants, 222 habitatges, i 138 famílies. La densitat de població era de 195 habitants/km².
Dels 222 habitatges en un 29,7% hi vivien nens de menys de 18 anys, en un 51,4% hi vivien parelles casades, en un 7,7% dones solteres, i en un 37,4% no eren unitats familiars. En el 34,7% dels habitatges hi vivien persones soles el 21,6% de les quals corresponia a persones de 65 anys o més que vivien soles. El nombre mitjà de persones vivint en cada habitatge era de 2,25 i el nombre mitjà de persones que vivien en cada família era de 2,92.
Per edats la població es repartia de la següent manera: un 24% tenia menys de 18 anys, un 6,6% entre 18 i 24, un 26,8% entre 25 i 44, un 20,6% de 45 a 60 i un 22% 65 anys o més.
L'edat mediana era de 41 anys. Per cada 100 dones de 18 o més anys hi havia 99 homes.
La renda mediana per habitatge era de 32.639 $ i la renda mediana per família de 40.833 $. Els homes tenien una renda mediana de 28.929 $ mentre que les dones 26.667 $. La renda per capita de la població era de 15.779 $. Entorn del 4,4% de les famílies i el 8,1% de la població estaven per davall del llindar de pobresa.

## Poblacions més properes
El següent diagrama mostra les poblacions més properes.